# Axel Merckx
Axel Merckx, född 8 augusti 1972 i Uccle, Belgien, är en belgisk före detta proffscyklist som avslutade sin karriär säsongen 2007. Merckx tävlade under sitt sista år som professionell för det tyska UCI ProTour-stallet T-Mobile Team, samma stall som han blev professionell med i november 1993 då det hette Telekom. Hans far är den legendariske cyklisten Eddy Merckx. Merckx är även dotterson till Lucien Acou, som vann två sexdagarslopp under sin karriär.
Merckx vann bronsmedaljen i landsvägscykling vid de Olympiska sommarspelen 2004 i Aten. Under sin karriär deltog han i åtta Tour de France och slutade som bäst 10:a. 
Tidigare har Axel Merckx tävlat för Phonak Hearing Systems, Davitamon-Lotto, Lotto-Domo, Domo-Farm Frites, Mapei-Quick Step, Polti, Team Telekom och Motorola. 
Merckx tog sin sista stora seger 2005 när han vann etapp 5 under Dauphiné Libéré. Merckx berättade under Tour de France 2007 att han tänkte avsluta sin cykelkarriär efter 15 år i proffscirkusen.  Han avslutade sin karriär i augusti 2007 efter att ha vunnit uppvisningsloppet Criterium Lommel före hemmaåkaren Johan Vansummeren.
Axel Merckx gifte sig 1997 med den kanadensiske triathleten Jodi Cross. De bor i Monaco med sina två barn, Axana and Athina Grace.

## Meriter
1996 - Motorola
GP Sanson
1998 - Polit
Bayern Rundfahrt - Etapp 3
Clásica de San Sebastián - 2:a
Tour de France 1998 - 10:a
2000 - Mapei-Quick Step
 Nationsmästerskapens linjelopp
Tour de la Région Wallonne
Giro d'Italia - etapp 8
2001 - Domo-Farm Frites
Grand Prix de Wallonie
2002 - Domo-Farm Frites
Paris-Nice -  Offensivaste cyklisten
Vuelta a Andalucía - 2:a
2003 - Lotto-Domo
Tour de l'Ain
2004 - Lotto-Domo
Olympiska spelen  Brons på linjeloppet
2005 - Davitamon-Lotto
Dauphiné Libéré - etapp 5

## Stall
- Telekom 1993–1994
- Motorola 1995–1996
- Polti 1997–1998
- Mapei-Quick.Step 1999–2000
- Domo-Farm Frites 2001–2002
- Lotto-Domo 2003–2004
- Davitamon-Lotto 2005
- Phonak Hearing Systems 2006
- T-Mobile Team 2007